# Florian Démange

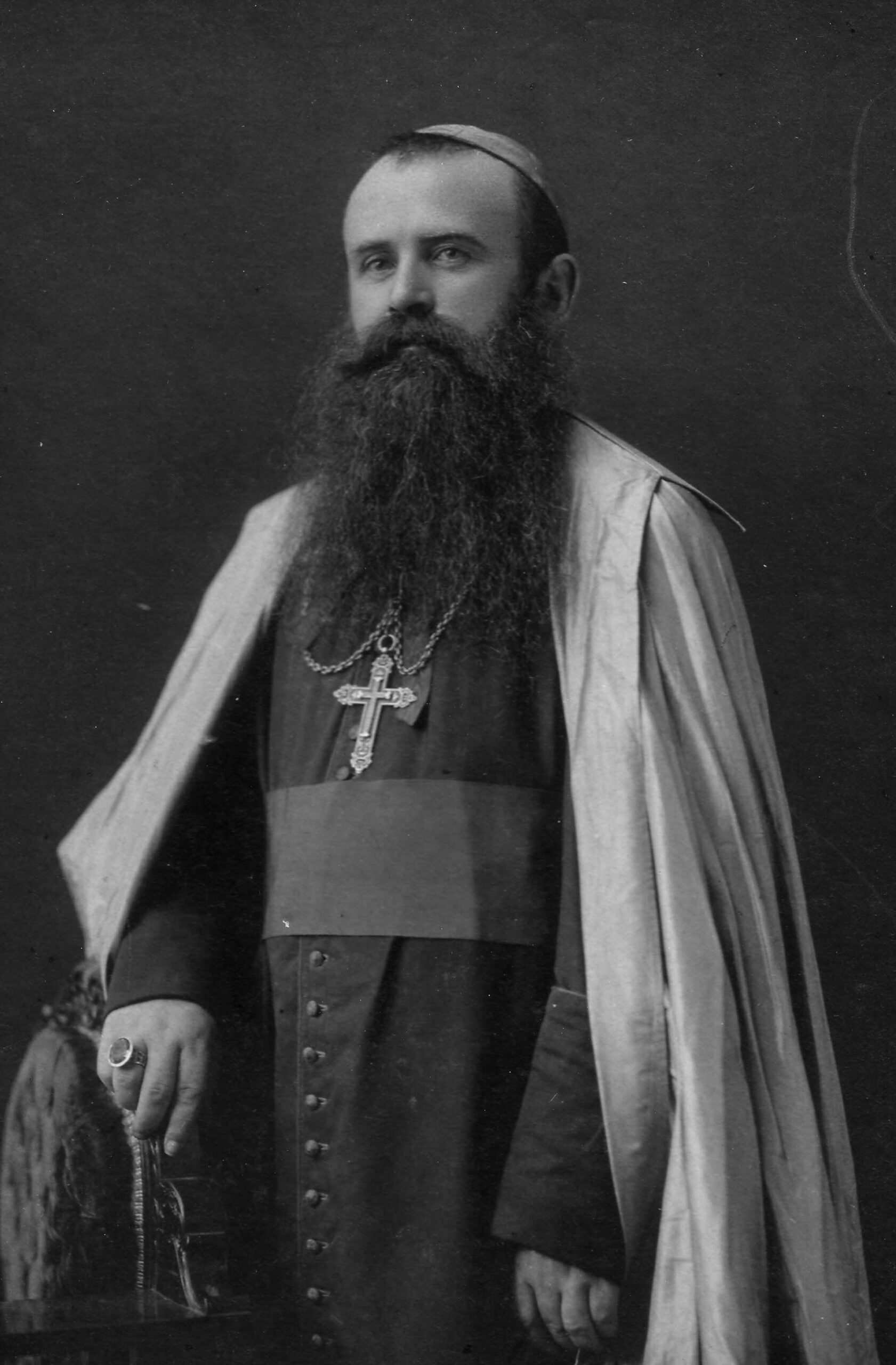
Florian-Jean-Baptiste Démange

Florian-Jean-Baptiste Démange (koreanisch 안세화 플로리아노; * 25. April 1875 in Saulxures, Frankreich; † 9. Februar 1938 in Taegu, Korea) war ein französischer römisch-katholischer Priester, Mitglied der Pariser Mission und Apostolischer Vikar in Korea.

## Leben
Démange wurde als Sohn von Florian Jean Baptiste und Mélanie Viktoria Florence geboren. 1887 trat er in das Seminar Le Kyung-hyang Shin-Munt ein. Im Juli 1893 trat er in das Priesterseminar in Issy ein. Am 7. Juni 1895 erhielt er die Tonsur. Am 26. Juni 1898 wurde Démange für die Pariser Mission zum Priester geweiht. Danach reiste er am 3. August 1898 von Paris als Missionar nach Korea und kam dort am 8. Oktober 1898 an. Danach lernte er die koreanische Sprache und wirkte ab 1899 als Priester in Pusan. 1900 wurde er wegen gesundheitlicher Probleme zum Professor am Seminar von Yong-san ernannt. 1906 wurde er Redakteur der neugegründeten katholischen Zeitung Le Kyung-hyang Shin-Mun.
Papst Pius X. trennte das Apostolische Vikariat von Korea in ein Apostolisches Vikariat von Seoul und ein Apostolisches Vikariat von Taegu. Der Papst ernannte Démange am 8. April 1911 zum Apostolischen Vikar von Taiku und zum Titularbischof von Adrasus. Am 11. Juni 1911 weihte Gustave-Charles-Marie Mutel, der vormalige Apostolische Vikar von Korea und nun von Seoul, ihn unter Assistenz von Pierre-Marie-François Lalouyer, Apostolischer Vikar von Nordmanschurei, und Marie-Félix Choulet, Apostolischer Vikar der Südmanschurei, in Seoul zum Bischof. Er weihte Jean-Marie-Michel Blois, den Apostolischen Vikar der Südmanschurei zum Bischof. Bei sechs Bischofsweihen assistierte er.
1913 gründete er ein Priesterseminar in Taegu und 1915 ein Kloster der Nonnen des heiligen Paulus von Cartres. 1920 reiste er für den Ad-limina-Besuch nach Europa und besuchte auf der Rückreise Amerika. 1925 reiste er für die Seligsprechung der Märtyrer von Korea nach Rom. 1928 erkrankte er wieder und musste sich danach schonen. 1931 schrieb er einen Katechismus für Korea. Anlässlich seines silbernen Bischofsjubiläums wurde er zum Päpstlichen Thronassistenten ernannt. Er starb am 9. Februar 1938 und wurde drei Tage später in Korea bestattet.